# Mandaluyong
Mandaluyong – miasto w Filipinach w Regionie Stołecznym, na wyspie Luzon. W 2010 roku liczyło 328 699 mieszkańców.
Do lat 80. XX wieku miasto pełniło głównie funkcje mieszkalne. Jednak po rewolucji różańcowej w 1986 roku zaczęło pełnić funkcje biznesowe.